# Willem Kerricx

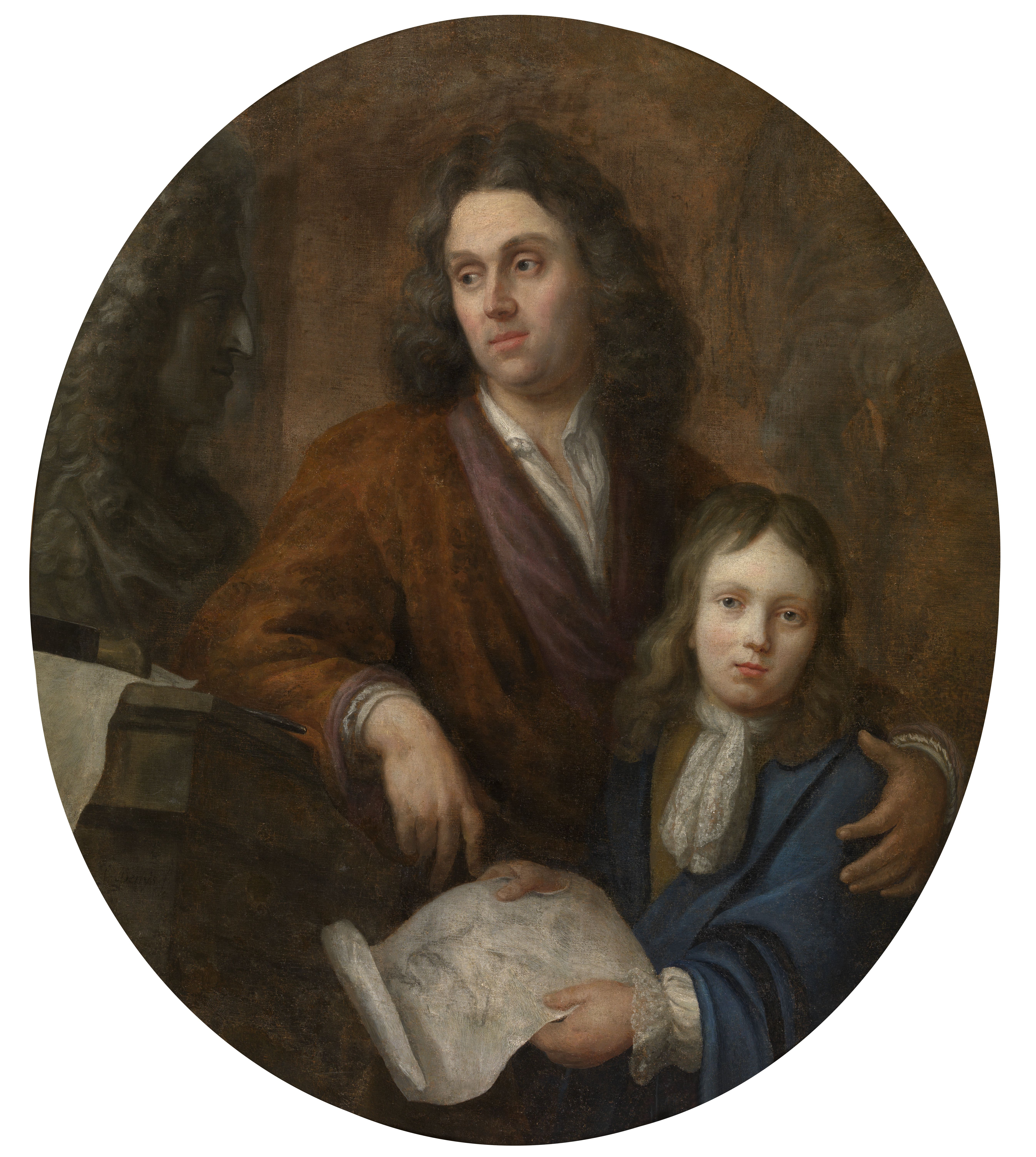
Portret van Willem Kerricx de Oude met zijn zoon Willem Ignatius, door Jacob Denys.

Willem (Guillielmus) Kerricx de Oude (Dendermonde, 2 juli 1652 – Antwerpen, 20 of 22 juni 1719) was een Vlaams beeldhouwer.
Hij was een leerling van Baptist Buys en misschien ook van Artus Quellinus de Oude.  Kerricx werd in 1674 opgenomen in het Antwerpse Sint-Lucasgilde.  Hij maakte vooral creaties in laat-barokke en rococostijl (onder andere een buste van Maximiliaan van Beieren, thans in het Antwerps Koninklijk Museum voor Schone Kunsten). In zijn werken gaf hij de voorkeur aan wijde, slanke en elegante vormen.
Behalve portretten maakte hij reliëfs, onder andere het marmeren reliëf van de Rozenkrans in de Sint-Pauluskerk te Antwerpen en de Vlucht naar Egypte in de Antwerpse kapel van de Zwartzusters.
Een deel van zijn oeuvre bestaat uit kerkmeubilair, bijvoorbeeld de communiebank uit 1695 in de Antwerpse Sint-Jacobskerk (samen met Hendrik Frans Verbruggen) en mogelijk ook de biechtstoelen van de Sint-Servaasbasiliek in Grimbergen.

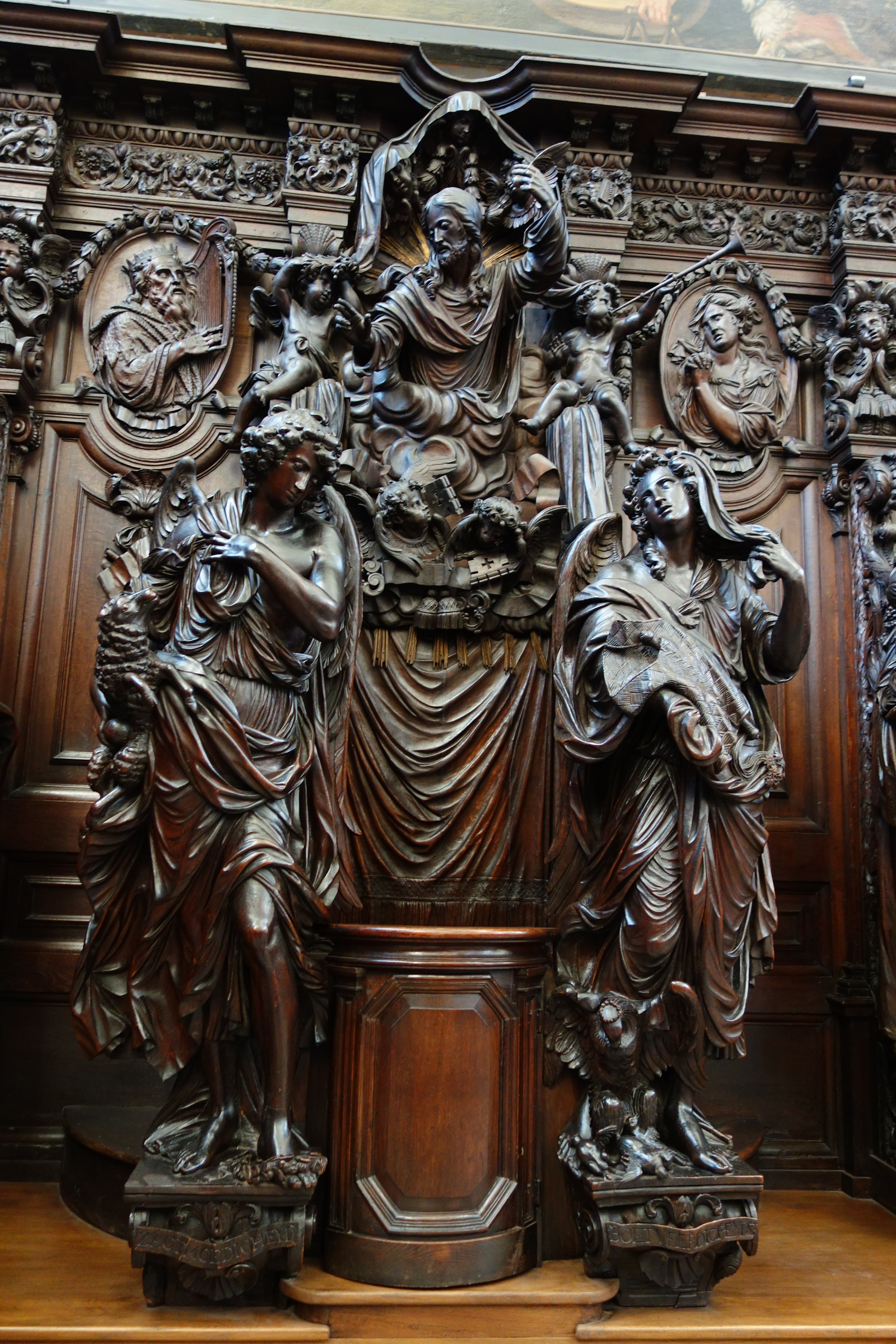
Biechtstoel in de St-Pauluskerk, Antwerpen

Zijn beste werk is de pilaartroon in de Sint-Pauluskerk (Antwerpen). Deze is uitgevoerd in marmer uit Carrara. Getekend en gedateerd: "G. Kerricx Inventor et fecit. A°1688". Kerricx maakte de troon voor het miraculeus Madonnabeeld. Willem Kerricx de Oude huwde in 1680 de dichteres Barbara Ogier, de dochter van de Antwerpse blijspeldichter Willem Ogier. Uit dat huwelijk werd Willem Ignatius Kerricx de Jonge geboren. De familie Kerricx-Ogier is begraven in de tuin van het Rozenkransaltaar dat zich achter de pilaartroon bevindt (een tuin in een kerk is een afgesloten ruimte tussen altaar en communiebank).
Overig werk:
- Borstbeeld van Jacobus de Meerdere (1719) voor de St-Jacobskerk (Haasdonk)
- Preekstoel (omstreeks 1715) in de Sint-Amandskerk (Geel)

Zijn zoon Willem Ignatius Kerrickx (1682-1745) ontwierp het abtshuis van de abdij van Tongerlo, waarvan de bouw in 1724 werd aangevat.